# 1995 WL4
1995 WL4 är en asteroid i huvudbältet som upptäcktes den 20 november 1995 av den japanska astronomen Takao Kobayashi vid Ōizumi-observatoriet.
Asteroiden har en diameter på ungefär 6 kilometer och den tillhör asteroidgruppen Nysa.